# Tiit Vähi
Tiit Vahi (født 10. januar 1947) er en estisk politiker, som var premierminister i Estland fra 1995 til 1997. Han var også fungerende premierminister i nogen måneder i 1992 under overgangsregeringen efter Estlands selvstændighed.